# (9018) 1987 JG
(9018) 1987 JG là một tiểu hành tinh vành đai chính. Nó được phát hiện bởi Alan C. Gilmore và Pamela M. Kilmartin ở Mount John University Observatory gần Lake Tekapo, New Zealand, ngày 5 tháng 5 năm 1987.